# Kuskjera
Kuskjera est une île dans le landskap Sunnhordland du comté de Vestland. Elle appartient administrativement à Øygarden.

## Géographie
Rocheuse et désertique, elle s'étend sur environ 93 m de longueur pour une largeur approximative de 39 m. Elle est reliée au nord à Sauaholmen et au sud à un quartier de Bjorøyhavn (nn).